# Варочная установка типа Камюр
Варочная установка типа «Камюр» — установка для получения целлюлозы способом непрерывной варки. В настоящий момент является наиболее распространённой установкой по промышленному получению сульфатной целлюлозы. С помощью этих установок в мире производится около 60 % технической целлюлозы. В варочных установках «Камюр» часть щелочных реагентов подается в котёл сверху прямотоком, а другая часть — снизу противотоком. В основе установки — варочный котёл.

## История
Первая варочная установка была сооружена фирмой «Камюр» в 1947 году на шведском заводе в Феньерсфорсе. Мощность первой установки составляла 50 тонн целлюлозы в сутки. К 1990 году существовали установки подобного типа производительностью более 1000 тонн целлюлозы в сутки.